# Herbeuville
Herbeuville ist eine französische Gemeinde mit 181 Einwohnern (Stand: 1. Januar 2022) im Département Meuse in der Region Grand Est (bis 2015: Lothringen). Sie gehört zum Arrondissement Verdun, zum Kanton Étain und zum Gemeindeverband Territoire de Fresnes-en-Woëvre.

## Geografie
Die Gemeinde liegt im 1974 gegründeten Regionalen Naturpark Lothringen. Umgeben wird Herbeuville von den Nachbargemeinden Saulx-lès-Champlon im Nordosten, Saint-Hilaire-en-Woëvre im Osten, Hannonville-sous-les-Côtes im Südosten und Süden, Dommartin-la-Montagne im Südwesten, Saint-Remy-la-Calonne im Westen sowie Combres-sous-les-Côtes im Nordwesten.

## Bevölkerungsentwicklung
| Jahr                       | 1962 | 1968 | 1975 | 1982 | 1990 | 1999 | 2005 | 2010 | 2019 |
| Einwohner                  | 147  | 137  | 130  | 133  | 135  | 148  | 152  | 180  | 181  |
| Quellen: Cassini und INSEE |      |      |      |      |      |      |      |      |      |

## Sehenswürdigkeiten
- Kirche Saint-Vanne, erbaut im 16. Jahrhundert, im Ersten Weltkrieg zerstört und 1927/28 wieder aufgebaut

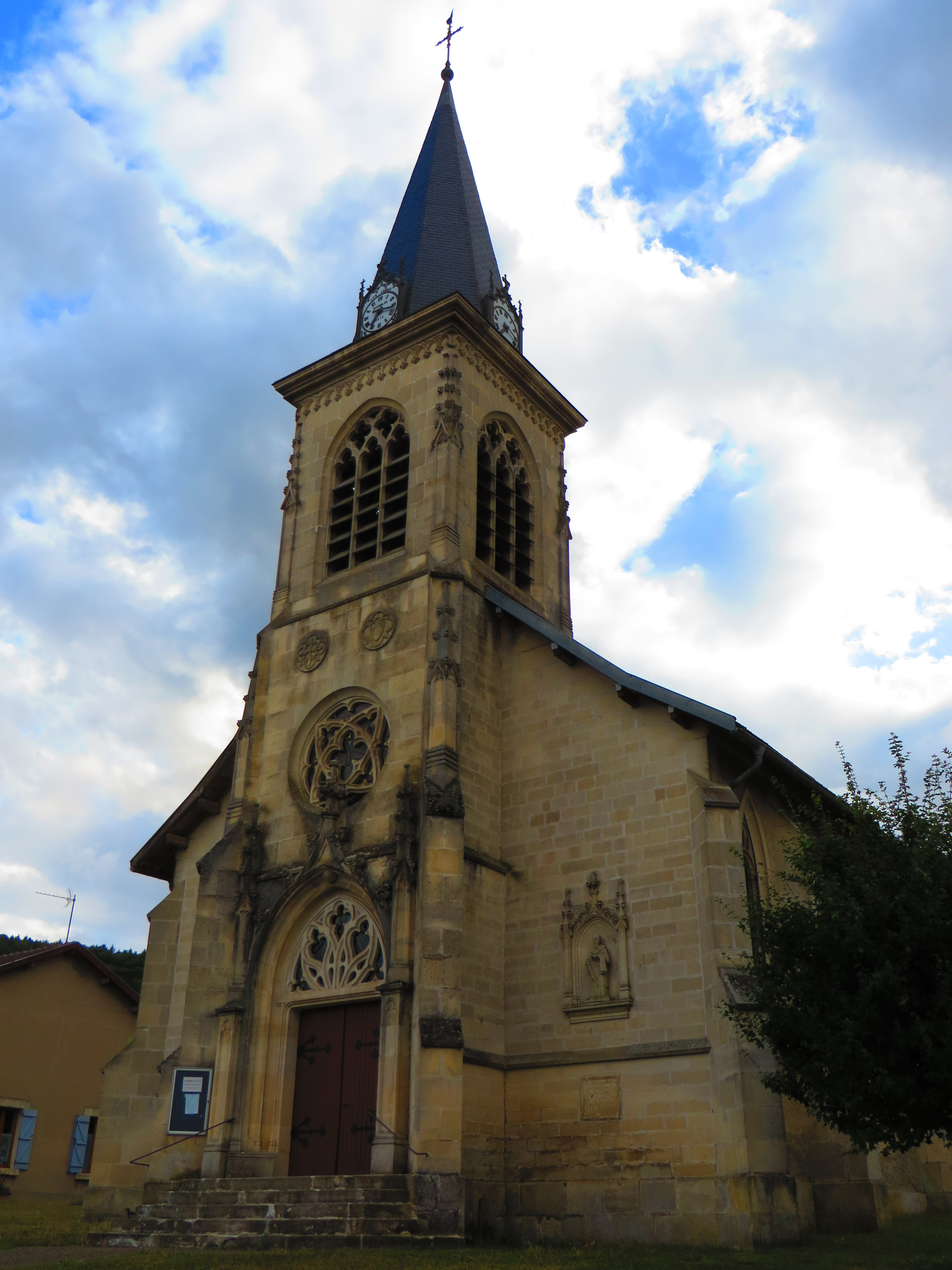
Kirche Saint-Vanne